# Rhododendron chamaethomsonii
Rhododendron chamaethomsonii là một loài thực vật có hoa trong họ Thạch nam. Loài này được (Tagg) Cowan & Davidian miêu tả khoa học đầu tiên năm 1951.